# Zosterops chloris
El anteojitos ventrilimón (Zosterops chloris) es una especie de ave en la familia Zosteropidae. Su dorso es de color amarillo-oliva, su vientre y zona inferior es de un amarillo característico. Posee fuertes patas de color gris oscuro, un pico oscuro, y su longitud es de unos 11 a 12 cm..La subespecie Z.c. flavissimus, encontrada en las islas Wakatobi, es la más amarilla de las subespecies.
Existen cinco subespecies del anteojitos ventrilimón.
Su dieta consiste de invertebrados, frutas y néctar.

## Distribución y hábitat
Es  endémica de Indonesia, donde se encuentra en varias islas desde el estrecho de la Sonda hasta las islas Aru. Se encuentra en varias de las Islas menores de la Sonda como también en partes de Célebes, y numerosas islas pequeñas, aunque no habita las islas mayores de Borneo, Java, Sumatra y Timor.
Su hábitat natural son los bosques subtropicales húmedos y los bosques de manglares.